# Tommaso Cascianelli
Tommaso Cascianelli CP (ur. 9 marca 1948 w Capodimonte) – włoski duchowny rzymskokatolicki, misjonarz pasjonista, w latach 2000–2023 biskup diecezji Irecê w Brazylii w stanie Bahia.

## Życiorys
28 września 1964 złożył śluby zakonne w Zgromadzeniu Męki Pańskiej. 7 kwietnia 1973 przyjął święcenia kapłańskie. Po święceniach pracował w różnych włoskich domach swego zgromadzenia jako kaznodzieja i ekonom. W 1980 roku udał się jako misjonarz do Brazylii. Oprócz pracy duszpasterskiej w parafiach zakonnych dwukrotnie przydzielano mu funkcję wikariusza prowincjalnego w Bahia – w latach 1984–1992 oraz w 2000.
5 lipca 2000 papież Jan Paweł II mianował go biskupem diecezji Irecê. Sakry udzielił mu 23 września 2000 arcybiskup Geraldo Majella Agnelo, ówczesny arcybiskup metropolita São Salvador da Bahia. Jednym ze współkonsekratorów był pochodzący z Polski biskup Czesław Stanula CSsR.
23 września 2023 papież Franciszek przyjął jego rezygnację z pełnionego urzędu złożoną ze względu na wiek. 